# Нестеров, Григорий Абрамович
Григорий Абра́мович Не́стеров (род. 15 декабря 1939) — белорусский художник, теоретик искусства, лидер творческого объединения художников «Артель» (Виртуозы Минска).

## Биография
Родился в 1939 г. в г. Люберцы, Московская область (Россия).
В 1959 году окончил «Минское художественное училище им. Глебова» у педагогов Л. Лейтмана и О. Малишевского.
В 1967 году окончил Белорусский государственный театрально-художественный институт (ныне Белорусская академия искусств, Минск), монументальное отделение (мастерская Г. Ващенко).
С 1967 года состоит в Белорусском союзе художников.
С 1978 года член Белорусского союза художников.
В 1999 году награждён медалью за заслуги в искусстве (Минск) и является  членом Международной ассоциации изобразительных искусств (АНАП (ЮНЕСКО), Париж).
С 2000 года член Международной гильдии художников,
В 2001 году включён в каталог включен в каталог всемирной выставки «2000 причин любви к Земле» (Голландия)
В 2002 году включён в энциклопедию «2000 выдающихся европейцев 21 века» (Англия).
В 2003 году включён в альбом «Лучшее искусство Белоруссии» (Австрия).
С 2004 году организатор и руководитель объединения художников «Артель».  Архивная копия от 26 ноября 2021 на Wayback Machine.
В 2011 году написал книгу «Часы истории, или „Осень“ человечества», первая глава которой была напечатана в литературно-художественном журнале «Новая Немига литературная», № 1/2013. Книга вышла в 2016 году в Канаде, на русском языке, под названием: «Часы истории. Ритмы мировой культуры»
Участник республиканских союзных и зарубежных выставок с 1965 г.
Постоянный участник благотворительных выставок в Международном женском клубе жен послов (Минск).
Участник благотворительной выставки в «Ротари клубе» (Минск, 2013).
Награжден «Похвальной грамотой» БСХ (Минск, 2010).

## Творчество
Работает в жанрах станковой живописи. Произведения Г. А. Нестерова находятся в Белоруссии, США, Германии, Франции, Италии, России и др.

### Музеи
- 1997, «The Jane Voorhees Zimmerli Art Museum» (США, New Brunswick, New Jersey).
- 1999, «Музей Современного изобразительного искусства» (Минск).
- 1999, «Музей Шагала» (Витебск)
- 2004, «Государственный Национальный Музей» (Минск).
- 2008, «Museum of Contemporary Russian Art»(США, Jersey City).

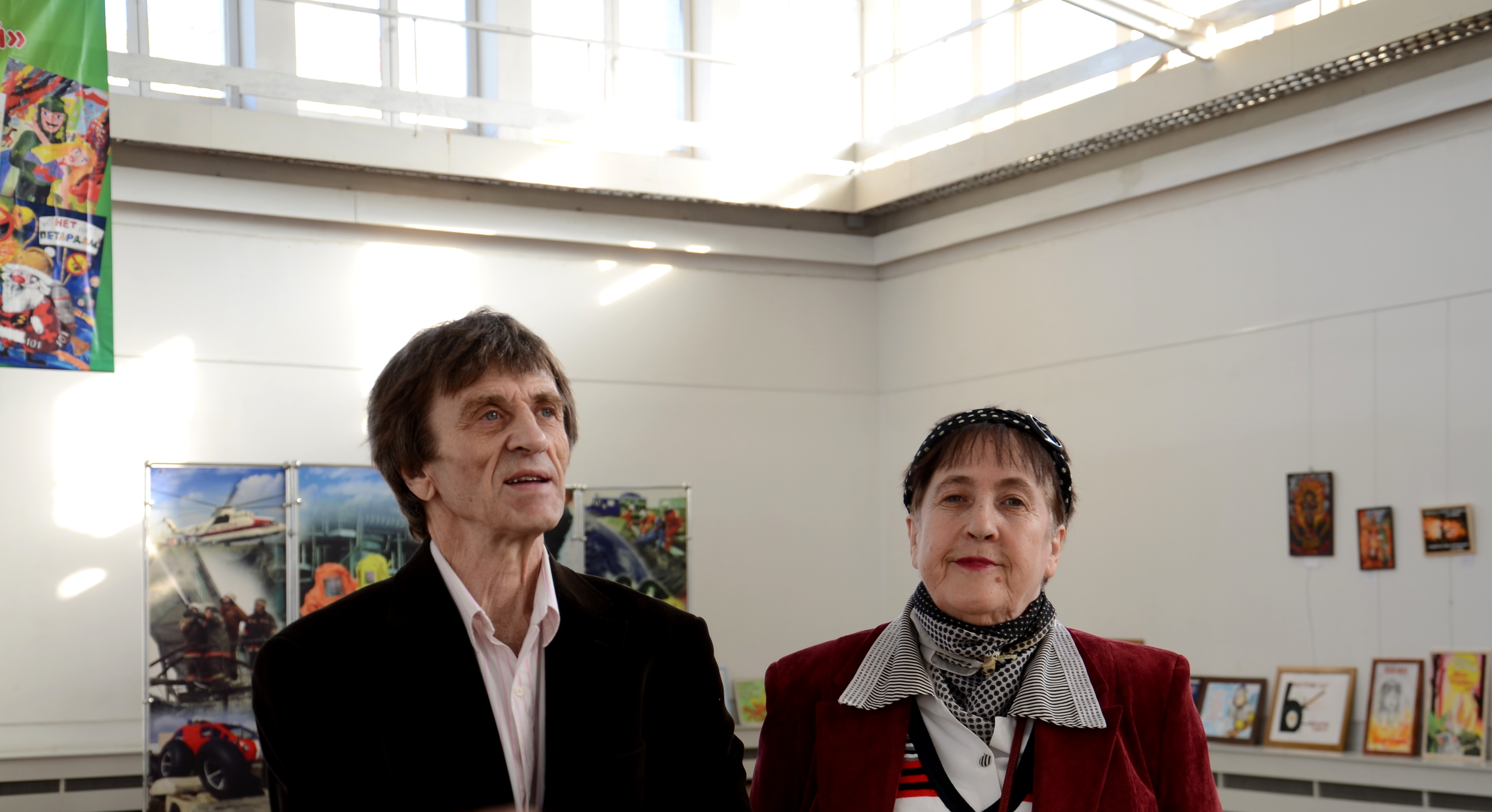
Exhibition LABIRINT Palace of Art 23.04.2014 Minsk 09

### Выставки
- 1991—1995, выставки в Центральном доме художника (Москва).
- 2000, галерея «Zepter International».
- 2003, галерея «Манеж» (Москва).
- 2005, Аукцион «Кристи» (Лондон).
- 2005, Аукцион «Кристи» (Лондон).
- 2005, выставка в «Центре Пьера Кардена» (Париж).
- 2013, Художественная галерея Михаила Савицкого — выставка «Время любви».

## Семья и родственники
- Сестра Любовь Абрамовна Нордштейн[2], архитектор
- Жена Попова, Елена Георгиевна драматург и прозаик.
- Сын Алексей Григорьевич Нестеров,[3] художник и  поэт
- Двоюродный брат - Нордштейн, Михаил Соломонович , журналист